# أستير فرانكس
أستير فرانكس (مواليد 4 أكتوبر 2002) هو لاعب كرة قدم بلجيكي يلعب في مركز الوسط في نادي كيه في ميخيلين.

## روابط خارجية
- أستير فرانكس على موقع الاتحاد الأوربي (الإنجليزية)
- أستير فرانكس على موقع الاتحاد البلجيكي (الإنجليزية)
- أستير فرانكس على موقع قاعدة بيانات كرة القدم.إي يو (الإنجليزية)
- أستير فرانكس على موقع ليكيب (الفرنسية)
- أستير فرانكس على موقع ناشيونال فوتبول تيمز (الإنجليزية)
- أستير فرانكس على موقع Soccerbase.com (لاعب) (الإنجليزية)
- أستير فرانكس على موقع Soccerway.com (الإنجليزية)
- أستير فرانكس على موقع عالم كرة القدم.نت (الإنجليزية)